# Friedrich Anton Johann Nepomuk von Korff
Friedrich Anton Johann Nepomuk Freiherr von Korff (* 1. Juli 1775 in Münster; † 1. April 1836 ebenda) war ein deutscher Rittergutsbesitzer aus dem Adelsgeschlecht Korff und Politiker.
Von Korff, der katholischer Konfession war, heiratete Rosine Alexandrine von Korff-Schmising. 1802 wurde er fürstlich münsterischer Landmarschkommissar. 1809 wurde er Maire (Bürgermeister) zu Füchtorf. Im gleichen Jahr wurde er Arrondissementsrat für das Arrondissement Münster seit 1809. 1811 wurde er zum vorläufigen Maire für Milte, Gröblingen und Velsen ernannt. 1812 wurde er zum Präsidenten der Assemblée de Canton de Versmold, Arrondissement Osnabrück ernannt und blieb dies bis zum 1. Januar 1813. Nach dem Ende der Franzosenzeit trat er in preußische Dienste. 1813 bis 1816 war er Leiter der preußischen Regierungskommission. 1816 wurde er zum geheimer Regierungsrat ernannt. Er war auch preußischer Kammerherr.
Er war Rittergutsbesitzer auf Schloss Harkotten. Als solcher war er 1796 bis 1802 Mitglied der Landstände des Erbfürstentums Münster. 1804 bis 1806 ließ er das alte Schloss abreißen und beauftragte Adolph von Vagedes mit dem Bau des heutigen, klassizistischen Schlosses. Für den Stand der Ritterschaft und den Wahlbezirk Ost-Münster war er 1826 bis 1831 Abgeordneter auf dem Provinziallandtag der Provinz Westfalen. Auf dem ersten Provinziallandtag 1826 war er stellvertretender Landtagsmarschall.